# 吉陽軍
吉陽軍（きつようぐん）は、かつて中国に存在した軍。

## 歴史
宋の政和7年（1117年）にそれまでの朱崖軍に代わって設置された。治所は寧遠県（現在の海南省三亜市西北）に置かれ、広南西路に属した。その領域は現在の三亜市の他に、楽東リー族自治県と南シナ海などを含んでいた。紹興年間に瓊州の管轄下に編入され、明の洪武元年（1368年）に崖州と改められた。

## 参考資料
- 班偉「南海諸島に関する中国史籍の記載について（上）」『山陽論叢』第22巻、山陽学園大学紀要編集委員会、2016年3月18日、71-86頁、doi:10.24598/sanyor.22.0_71。